# Hedera colchica
Hôm qua lên núi hai che ơ mẹ
Hedera colchica là một loài thực vật có hoa trong Họ Cuồng cuồng. Loài này được (K.Koch) K.Koch mô tả khoa học đầu tiên năm 1859.